# 2023年环广西自行车赛
2023年格力-环广西公路自行车世界巡回赛（Gree-Tour of Guangxi 2023）是第4届环广西自行车赛，属于国际自行车联盟最高级别的世界巡迴賽系列，由中国自行车运动协会、广西壮族自治区人民政府主办，这是环广西自2020年起因2019冠状病毒病疫情停办后的重启。此次环广西包含男子和女子两项赛事，男子赛事于2023年10月12日在北海市开赛，10月17日在桂林市完赛；女子赛事于10月17日在桂林市举行。最终来自珍宝-维斯玛车队的米兰·维德获得赛事男子组总冠军，HPW人本健康女子车队的达莉娅·皮库利克获女子组总冠军。

## 男子赛事参赛车队
- 阿聯酋航空
- 珍宝-维斯玛
- 英力士掷弹兵
- 中国国家自行车队
- 巴林勝利
- 利多-崔克
- 欧倍青-德科尼克（英语：Alpecin–Deceuninck）
- 博拉-汉斯格雅
- 英孚-易邮
- 移动之星
- 科菲迪斯（英语：Cofidis (cycling team)）
- 杰科-埃尔奥拉（英语：Team Jayco–AlUla (men's team)）
- 英特马诗-旺蒂（英语：Intermarché–Circus–Wanty）
- 帝斯曼-芬美意
- 阿尔凯亚-桑西克（英语：Arkéa–Samsic）
- 乐透-戴斯尼（英语：Lotto–Dstny）
- 以色列博泰
- 帝舵（英语：Tudor Pro Cycling Team）

## 男子赛事赛段一览
| 赛段 | 日期 | 路线                                               | 距离    | 类型 | 类型     | 赛段冠军                           | 总成绩第一                |
| ---- | ---- | -------------------------------------------------- | ------- | ---- | -------- | ---------------------------------- | ------------------------- |
| 1    | 12日 | 北海城市赛段（北海园博园—北海园博园）              | 135.6km |      | 平地     | 艾力亚·维维亚尼（義大利）          | 艾力亚·维维亚尼（義大利） |
| 2    | 13日 | 北海-钦州点对点赛段（北海园博园—钦州政务服务中心） | 149.6km |      | 平地     | 喬納森·米蘭（義大利）              | 喬納森·米蘭（義大利）     |
| 3    | 14日 | 南宁城市赛段（广西文化艺术中心—广西文化艺术中心）  | 134.3km |      | 丘陵     | 奥拉夫·库伊（荷兰）                | 德里斯·德彭特（比利时）   |
| 4    | 15日 | 南宁-弄拉景区（广西文化艺术中心—弄拉景区顶峰）     | 161.4km |      | 中等山地 | 米兰·维德（荷兰）                  | 米兰·维德（荷兰）         |
| 5    | 16日 | 柳州-桂林赛段（柳州城中体育公园—桂林一院两馆）     | 209.6km |      | 丘陵     | 胡安·塞巴斯蒂安·莫拉诺（哥伦比亚） | 米兰·维德（荷兰）         |
| 6    | 17日 | 桂林城市赛段（桂林中心广场—桂林中心广场）          | 168.3km |      | 丘陵     | 奥拉夫·库伊（荷兰）                | 米兰·维德（荷兰）         |
| 合计 | 合计 | 合计                                               | 958.8km |      |          |                                    | 米兰·维德（荷兰）         |

## 女子赛事参赛车队
- FDJ-苏伊士（英语：FDJ–Suez）
- HPW人本健康（英语：Human Powered Health (women's team)）
- 以色列博泰罗兰（英语：Israel Premier Tech Roland）
- 丽芙（英语：Liv Racing TeqFind）
- 杰科-埃尔奥拉（英语：Team Jayco–AlUla (women's team)）
- 阿联酋ADQ（英语：UAE Team ADQ）
- 乌诺-X（英语：Uno-X Pro Cycling Team (women's team)）
- 森拉天时-WNT（英语：Ceratizit–WNT Pro Cycling）
- 挪威Coop - Hitec（英语：Team Coop–Hitec Products）
- BTC卢布尔雅那（英语：BTC City Ljubljana）
- 赫斯
- 塔什干（英语：Tashkent City Women Professional Cycling Team）
- 澳大利亚SKIP CAPITAL
- 多拉尔-切瓦尔梅尔
- 杜卡拉布拉格
- 李宁之星
- 中国丽以芙（英语：China Liv Pro Cycling）
- 中国国家自行车队

## 女子赛事赛段一览
女子赛事于2023年10月17日与男子赛事同期举行，从桂林园博园出发，在桂林中心广场结束，赛段长为144.6公里。